# Masato Fue
Masato Fue (笛 真人?, Fue Masato; Kagoshima, 22 febbraio 1973) è un ex calciatore giapponese, di ruolo attaccante.

## Carriera
Ha militato nel Sanfrecce Hiroshima e nel Profesor Miyazaki.